# Чемпионат СССР по самбо 1952
8-й чемпионат СССР по самбо проходил в Ростове-на-Дону  с 19 по 23 октября 1952 года. В соревнованиях участвовало 107 спортсменов от 8 союзных республик и городов Москвы и Ленинграда.

## Медалисты
| Весовая категория           | Золото                             | Серебро                               | Бронза                                |
| --------------------------- | ---------------------------------- | ------------------------------------- | ------------------------------------- |
| Наилегчайший вес (до 56 кг) | Николай Стафеев Москва             | Лаврентий Кациашвили (Грузинская ССР) | И. Кутинов (Москва)                   |
| Легчайший вес (до 60 кг)    | А. И. Скворцов (Ленинград)         | Д. Орлов (Москва)                     | О. Пронин (Москва)                    |
| Полулёгкий вес (до 64 кг)   | Николай Воробьёв (Москва)          | Сергей Солоид (Украинская ССР)        | Николай Ниниашвили (Грузинская ССР)   |
| Лёгкий вес (до 68 кг)       | Анатолий Латышев (Москва)          | Георгий Туманян (Армянская ССР)       | Христофор Ниниашвили (Грузинская ССР) |
| Полусредний вес (до 72 кг)  | Вахтанг Балавадзе (Грузинская ССР) | Альфред Пилат (Латвийская ССР)        | В. Климов (Москва)                    |
| Средний вес (до 79 кг)      | Михаил Рурак (Москва)              | Давид Чачанидзе (Грузинская ССР)      | А. Квеладзе (Грузинская ССР)          |
| Полутяжёлый вес (до 87 кг)  | Виктор Данилин (Ленинград)         | Сергей Преображенский (Ленинград)     | Георгий Ростиашвили (Грузинская ССР)  |
| Тяжёлый вес (свыше 87 кг)   | Арсен Мекокишвили (Москва)         | Отар Шинджикашвили (Грузинская ССР)   | Борис Прутковский (Ленинград)         |